# Kribbe

Een kribbe op het schilderij Aanbidding der herders door de Meester van de Triptiek van Morrison (ca. 1510) uit de collectie van het Catharijneconvent.

Kribbe (of krib) is een oud Nederlands woord voor trog, voerbak of voederbak. Het woord is vooral bekend doordat in het geboorteverhaal van Jezus volgens Lucas te lezen valt dat Jezus na zijn geboorte in een kribbe werd gelegd.

## Kribbe in de Bijbel
Het woord kribbe werd gebruikt in de Statenvertaling van de Bijbel. De zestiende-eeuwse Leuvense Bijbel en Liesveltbijbel spelden hetzelfde woord nog als cribbe. 
Latere Bijbelvertalingen gebruikten ook het woord kribbe, tot aan de Willibrordvertaling, waarin het werd vervangen door voerbak. In de Nieuwe Bijbelvertaling uit 2004 en in de NBV21 wordt er gesproken van een voederbak. De belangrijkste reden hiervoor was dat het woord kribbe in het dagelijkse taalgebruik nauwelijks meer voorkwam en daarom alleen nog maar geassocieerd werd met het kerstverhaal. Het woord had hierdoor een te romantische bijbetekenis gekregen: een met stro gevuld bedje in een verlichte kerststal. Met het woord voederbak wilden de vertalers van de Nieuwe Bijbelvertaling terug naar de oorspronkelijke betekenis. In de Griekse grondtekst wordt gesproken van een fatnê, dat letterlijk voederbak voor beesten betekent.
Desondanks was deze aanpassing omstreden: veel mensen (van orthodoxe christenen tot randkerkelijken die alleen met kerst naar de kerk gaan) bleken gehecht te zijn aan het woord kribbe. Een predikant zei: Wij lezen liever 'kribbe' en leggen aan de kinderen uit dat het een voerbak voor de dieren is, dan dat we 'voederbak' lezen en de volwassenen eraan herinneren moeten: de kribbe, weet u wel!

### Kribbe in andere Bijbelteksten
Het woord dat in de Griekse grondtekst staat, komt naast het kerstverhaal van Lucas 2 op één andere plaats in de Bijbel voor, namelijk in Lucas 13:12, waar Jezus zegt: Gij geveinsde, maakt niet een ieder van u op de sabbat zijn os of ezel van de kribbe los, en leidt hem heen om te doen drinken? (Statenvertaling). De Herziene Statenvertaling (HSV) heeft ervoor gekozen om in Lucas 2 het woord 'kribbe' te laten staan (net als in de NBG-vertaling), maar het in Lucas 13 te vervangen door 'voederbak', net als in de NBV. Hierdoor is de HSV op dit punt niet concordant.
De os en de ezel die in dit Bijbelvers worden genoemd, komen vaak voor in kerstvertellingen, maar niet in Lucas 2.

### Kerstkribbe
Rond Kerstmis zetten veel rooms-katholieke gezinnen thuis een kerststal neer, waarin het geboorteverhaal van Jezus wordt uitgebeeld. Grotere versies hiervan staan in de kerken opgesteld. Het belangrijkste beeld in de kerststal is altijd Jezus in de kribbe.

## Overige betekenissen van kribbe
Kribbe (of krib) wordt ook genoemd een golfbreker in rivier en zee om de stroming te breken en te veranderen. In België wordt het woord kribbe ook gebruikt voor de kinderdagverblijven voor de allerkleinsten. In het Vlaams is het 'kribbe' en in het Frans is het 'crèche'.
Het woord krib komt ook voor in de uitdrukking je kont tegen de krib gooien.